# Rewerenda (Chwaszczyno)
Rewerenda – część wsi Chwaszczyno w Polsce, położona w województwie pomorskim, w powiecie kartuskim, w gminie Żukowo. Wchodzi w skład sołectwa Chwaszczyno.
W latach 1975–1998 Rewerenda administracyjnie należała do województwa gdańskiego.